# 田中町 (名古屋市)
田中町（たなかちょう）は、愛知県名古屋市熱田区の地名。丁番を持たない単独町名である。住居表示未実施。

## 地理
名古屋市熱田区南部に位置する。東は中瀬町、西は白鳥町・千年一丁目、南は木之免町・須賀町、北は白鳥三丁目に接する。

## 歴史

### 町名の由来
「田中」という地名は南北朝時代既に見られ、由来については諸説ある。熱田の中心部であることに由来するという説、中世初期の農繁期に設ける小屋を「田舎（でんしゃ）」と呼びこれが転訛したという説、石清水八幡宮歴代別当職の田中家の出張り屋舗が当地にありそれが地名化したという説、「田」とは町の意で熱田の商業地を表すという説などがある。

### 沿革
- 1878年（明治11年）12月28日 - 愛知郡熱田村の一部により、同区田中町として成立[10]。
- 1889年（明治22年）10月1日 - 愛知郡熱田町に編入され、同町大字田中となる[10]。
- 1907年（明治40年）6月1日 - 名古屋市に編入され、同市熱田田中町となる[10]。
- 1908年（明治41年）4月1日 - 南区に編入され、同区熱田田中町となる[10]。
- 1910年（明治43年）1月 - 熱田製氷冷蔵株式会社が設立される[11]。
- 1937年（昭和12年）10月1日 - 熱田区に編入され、同区熱田田中町となる[10]。
- 1939年（昭和14年）12月15日 - 田中町と改称される[10]。
- 1973年（昭和48年）5月25日 - 埋立地を編入する[10]。
- 1981年（昭和56年）9月20日 - 木之免町・神戸町・白鳥町・須賀町・中瀬町の各一部を編入し、一部が白鳥町・白鳥一丁目・白鳥二丁目・須賀町・木之免町にそれぞれ編入される[10]。

### 字一覧
かつて田中町には小字が存在した。1882年時点で田中町に存在した小字は以下の通り。なお小字はすべて消滅している。
| 字     | 読み         | 備考 |
| ------ | ------------ | ---- |
| 蔵ノ前 | くらのまえ   |      |
| 西田中 | にしたなか   |      |
| 東田中 | ひがしたなか |      |
| 懸ケ   | かけ         |      |
| 八軒屋 | はっけんや   |      |
| 法華堂 | ほっけどう   |      |

## 世帯数と人口
2018年（平成30年）12月1日現在の世帯数と人口は以下の通りである。
| 町丁   | 世帯数 | 人口  |
| ------ | ------ | ----- |
| 田中町 | 60世帯 | 131人 |

## 学区
市立小・中学校に通う場合、学校等は以下の通りとなる。また、公立高等学校に通う場合の学区は以下の通りとなる。
| 番・番地等 | 小学校               | 中学校             | 高等学校 |
| ---------- | -------------------- | ------------------ | -------- |
| 全域       | 名古屋市立白鳥小学校 | 名古屋市立宮中学校 | 尾張学区 |

## 施設
- 秋葉社[6]